# HBCラジオ
HBCラジオ（エイチビーシーラジオ）は、北海道を放送対象地域とするラテ兼営の特定地上基幹放送事業者、北海道放送（HBC）が運営するAMラジオ事業部門を表す呼称。

## 概要
北海道の民間放送事業者で最初にラジオ放送を開始した。札幌テレビ放送がラジオ部門を分社して別会社（STVラジオ）となったため、現在は北海道の民間放送事業者で唯一の同一法人によるラジオ・テレビ兼営局となっている。JRN及びNRNに加盟。
radikoでは、STVラジオ、エフエム北海道と同様に時報音はカットされずにそのまま流されている。
青森県では函館放送局や室蘭放送局が日中も良好に受信でき、青森県の一部はサービスエリアに含まれている。
かつてはJR北海道が運行する一部の特急列車でも、NHKラジオ第1放送・NHK-FM放送とともに再送信が行われており、当初利用可能な列車はスーパー北斗・スーパーおおぞら・スーパーとかちで用いられていたキハ281系・キハ283系およびリゾート列車（ノースレインボーエクスプレス、クリスタルエクスプレス トマム & サホロ、ニセコエクスプレスの全席）であったが、スーパー北斗・スーパーおおぞら・スーパーとかちでの車内オーディオサービスはグリーン車内のリニューアル工事に伴い2011年（平成23年）で廃止され、リゾート列車のみ再送信を行っていたが2023年4月のノースレインボーエクスプレス廃止に伴い全廃されている。
2016年（平成28年）10月19日正午、STVラジオとともにFM補完放送（ワイドFM）本放送開始。ただし、放送エリアは札幌市を中心とする道央圏（石狩振興局管内とその周辺）のみとなる。

## 時報
札幌放送局では大半の時間帯でスジャータの時報CMを長らく放送していたが、2013年（平成25年）1月1日午前5時の時報からサークルKサンクスの時報CMが放送された。しかし、2014年（平成26年）4月1日4時を以てサークルKサンクスが時報スポンサーを降板したため、2020年（令和2年）11月14日当時に同局でレギュラー番組を持っていたバーチャルアイドルの北乃カムイ（声：Lalami）のアナウンスで「やっぱり北海道っていいよね。北乃カムイが、○時をお知らせするにゃ」と言う時報に加え、2014年（平成26年）6月30日4時以降はこの他にほとんどの時報アナウンスが当社のキャッチコピー「ガッチャンコ。HBC」（但し時報直前の「HBCラジオが、○時をお知らせします」という時報アナウンスは佐藤彩アナウンサー）に変更されている。
2018年（平成30年）現在、一部時間帯はスポンサー付きの時報CMを、スポンサーが付いていない時間帯は番組パーソナリティが時間をお知らせする時報となっている。また、2016年度は『カーナビラジオ午後一番!』が、2017年度には『朝刊さくらい』が20周年を迎えた為、複数時間帯で20周年記念の時報を展開していた。
なお、札幌放送局を除く各局ではローカル扱いとなる一部時間帯で上記と異なる場合がある。時報音は「ポーン」（ラ単音。STVラジオ、AIR-G'も同じ）となっている。
以前は時報音の前に「ピヨッ ピヨッ」という鳥の鳴き声をモチーフにした音声が2秒前からカウントされていた（1992年（平成4年）8月のステレオ放送開始時から）が、現在は行われていない。

## 編成・運営
- JRNとNRNのクロスネットであるが、北海道では唯一のJRN加盟局であること、テレビがJNNであることからJRNの番組（クロスネット局を含む）を中心とした編成で、ニュースネットはJRNのみの担当となっている。ただし、STVラジオが編成の都合でネットしていないNRNの番組も数多く放送している。
  - STVラジオはJRN・NRN発足3年前の1962年開局で道内カバー率が低く、先発局でカバー率の高いHBCでのネットを希望するスポンサー等の要望があった。
  - NRNでは、過去にはSTVラジオ（分社前の札幌テレビ）が、鹿内信隆が社外取締役を務めるなどニッポン放送との人的関係が強かったことから、HBCラジオがその分文化放送との関係を重視していた時期があった。
  - 過去にはJRN非加盟のSTVラジオでもHBCラジオでネットできなかったTBSラジオ・JRNの番組を放送した事例があった。一例『バックグラウンド・ミュージック』
- TBSラジオとの同時ネットの場合、独自回線でTBSラジオとHBCを直接結んでいるため、以前からradiko及びワイドFMに限ってステレオ音声で番組を聴くことができた。一方NRNラインネット扱いの同時ネット番組はモノラルで放送していたが、JRN・NRNともにラインネット回線がステレオ化された2019年12月から、どちらの系列のネット番組もステレオで放送されている。
- プロ野球中継は『HBCファイターズナイター』などのタイトルで北海道日本ハムファイターズ戦の大半を放送しており、高聴取率を獲得している（詳細は当該記事を参照）。他社からのネット受けによる中継は原則としてクロスネット局（東北放送・朝日放送ラジオ・MBSラジオ・中国放送が該当）を含むJRN系列局発のみで、NRN系列局発（前記クロスネット各局と単独加盟の東海ラジオ・KBCラジオ）はSTVラジオがネットしている。そのため特別な事情がない限り、プロ野球中継自体を廃止したラジオ大阪[注 4]とLuckyFM茨城放送以外のNRN系列局で唯一NRNナイターが放送されない[注 5]。ただし、TBSラジオがJRNへの野球中継の全国配信からの撤退と制作業務の横浜DeNAベイスターズ主催試合の裏送りのみへの縮小を行った2018年からは、埼玉西武ライオンズおよび千葉ロッテマリーンズ主催の日本ハム戦で、NRNキー局の文化放送（主に平日）およびニッポン放送（主に土・日曜日）が非NRN扱いでの裏送りを行っている（RKBラジオも同様）。また巨人主催試合は対日本ハム戦を含めて独立局のRFラジオ日本制作の中継を放送したり、巨人対日本ハム戦が土曜または日曜のナイター開催の場合はニッポン放送と相互ネットすることがある。このため、DeNA主催の日本ハム戦が行われた年度では、在京キー局3局（TBSラジオ・文化放送・ニッポン放送）とRFラジオ日本の全てとネット関係が生じることがある（RKBラジオも同様）。
- 『カーナビラジオ午後一番!』は平日昼の看板番組として定着しており、パーソナリティの一部入れ替えはあるものの、同時間帯の聴取率は全道トップである。
- 『ベストテンほっかいどう』は、放送時間や内容を大きく変更しながらも、49年間続いた長寿番組として2020年9月まで放送していた。
- 『テレフォン人生相談』（ニッポン放送制作）はSTVラジオを同時間帯の聴取率で上回ることが多く、土曜日もこの時間帯だけは『ウィークエンドバラエティ 日高晤郎ショー』→『ごきげんようじ』の聴取率を押し下げている。
- 1996年4月の改編より平日は6:00 - 16:30、土曜は7:00 - 12:00の原則として0分と30分から『ニュース・道路情報[注 6]・天気予報』を放送している[注 7]。このように地方局で交通情報の頻度を高めて定時情報化しているのは、全国的にも珍しい特色である。担当は早朝・夜勤時間帯はそれぞれの担当アナウンサーで、テレビの『JNNニュース』を兼務。土日の担当者もテレビの『JNNニュース』を兼務する。一方平日昼間の時間帯はテレビとは別のアナウンサーが担当する（ラジオニュースはテレビ『今日ドキッ!』全曜日担当の堀啓知、金城茉里奈、森田絹子、世永聖奈、近藤肇、朝刊さくらい担当で早朝勤務の佐藤彩は原則として担当しない）。
  - 他の北海道のラジオ局で道路情報の放送回数が比較的少ない理由として、北海道では渋滞発生箇所が札幌市及びその近郊の一部に限られるうえ首都圏のように規模も大きくない為、需要が少ないものとして長年軽視され続けてきた経緯がある。
  - そんな中、特に冬季の降雪や吹雪による視界不良や除雪作業に伴う高速道路の通行止め・速度規制に関する情報のほか、国道・北海道道や峠道の路面状況などを定期的にフォローすることにより、道路情報を“定時情報”として定着させることに成功した。但し、『ニュース・道路情報・天気予報』として5分程度しかないため、ニュースは1 - 2項目程度という場合が多い。
  - 上記のうち道路情報アナウンスは、日本道路交通情報センター職員の女性キャスターが担当するものと各番組のパーソナリティやニュース担当アナウンサーが担当するものが混在しているが、他局に比べ日本道路交通情報センターの職員が担当する割合は低い[9]。天気予報も同様に、HBCウェザーセンターの気象予報士とやり取りを行うものと各番組のパーソナリティやニュース担当アナウンサーが読み上げるものが混在する。
  - 近年はJR北海道や札幌市営地下鉄の運行情報を含める場合が増えており、運転見合わせや遅れに関する情報も必要に応じて放送している。担当は各番組のパーソナリティやニュース担当アナウンサー。
- 札幌市の高齢者支援事業である「徘徊認知症高齢者SOSネットワーク事業」[10] にも協力しており、行方不明者の氏名・特徴などをニュース枠や生放送番組内で放送している。
- 他のテレビ局が放送している番組の内容や、タレントなどの出演者が他のテレビ局に出演した時の話などを番組内で触れることに対して厳しく規制しておらず、各出演者の裁量で語ることができる[注 8]。また、各番組毎で個々に『報告』と称して調査結果について述べることもある。どちらも、他の北海道のラジオ局ではあまりみられない。
- 主な放送対象地域を反映した特徴的なCMがある。北海道と青森県はともに農業が盛んな土地柄であることから、農薬（除草剤・農業用殺虫剤など）や関連機器のCMが日中に多く放送されている。農薬などのCMはSTVラジオよりも圧倒的に放送頻度が多い[注 9]。「雪の元」の2秒CMや「白松がモナカ[注 10]」「洞爺サンパレス」などの5秒スポットCMが流れる事もあるほか、深夜帯に演歌やムード歌謡歌手のCD販促CMも放送している。
- 北海道で行われるお祭りで行われた歌謡ステージなどのイベントの模様を不定期に放送する事がある。
- 前述の通り青森県でも良好に聴取できることから青森県の聴取者も多く、番組内でも青森県からのハガキ・FAX・eメールが頻繁に紹介される[注 11]。STVラジオに比べ、番組内や番組宣伝でも青森県に対するアピールを行う例が目立つ。

### 聴取率
- 毎年6月と12月に実施される「札幌地区民放4局合同ラジオ個人聴取率調査」（ビデオリサーチ調べ）において、全体の聴取率では、1985年以降STVラジオに差をつけられていた。特に原則30分毎に「ニュース・道路情報・天気予報」を放送するようになった1996年4月改編の直後に行われた調査では、エフエム北海道とNORTH WAVEの民放FM2局にも及ばず、民放最下位となった。
  - 2010年6月期（夏期）の聴取率調査においては、月曜 - 金曜の午後帯が5期連続で道内単独首位となり、同時にファイターズ戦中継も道内単独首位を維持。夜間帯の自社制作番組も高聴取率を維持している。
  - 聴取率調査期間（HBCでは「ハッピーウィーク」と称している）は長年にわたり、札幌放送局の周波数にあわせて抽選で現金をプレゼントするのが恒例になっていた。当初この企画は12万8700円から始まり、その後1287ドルへの変更を経て、最終的には128万7000円になった。北海道地区の聴取率調査は札幌市を周辺とした道央エリアの結果のみを反映するため、道内他局では調査対象エリアの聴取者にしか当選しない例がみられるが、HBCラジオは調査対象エリア外も含めた道内全域や青森県の聴取者にも当選の可能性があった。しかし、諸般の事情から、現金128万7000円企画は2010年12月に行われた企画をもって一旦終了した後、2012年12月の聴取率調査で2年ぶりに復活した[12]。
  - 2010年12月期の聴取率調査では、平日（月 - 金）の全日で単独首位を獲得した。
  - その後もSTVラジオに対して極めて僅差で総合2位をキープしていたが、番組内容の改革や北海道日本ハムファイターズ戦の中継を中心に据えたことで聴取者を獲得し、2012年度12月の聴取率調査では1984年以来28年ぶりに全日聴取率トップをSTVラジオから奪還した（HBC 2.2% STVラジオ 2.0%）。平日全日も単独1位獲得となった。
  - 2014年12月期の聴取率調査においても全日（月曜 - 日曜の6時 - 24時）聴取率と平日（月曜 - 金曜の6時 - 24時）の聴取率で1位を獲得した。平日に関しては朝5時から夕方17時のワイド番組全てが聴取率1位となった[注 12]。
  - 2015年8月期の聴取率調査においても、全日聴取率で1位を獲得した[13]。
  - 2016年11月期の聴取率調査においても、全日平均、平日平均ともにトップで、全日平均は3連続トップであることが発表された[14]。
  - 2019年8月期の聴取率調査において、道内FM局として初めてエフエム北海道（AIR-G'）が全日聴取率で1位を獲得し、2位に陥落した[15]。
  - 2020年12月期の聴取率調査においては、STVラジオが7年ぶりに全日聴取率で1位を獲得しており、2年連続で返り咲くことが出来なかった。なお、全日平均・平日平均・土曜日・日曜日ともにすべてのカテゴリーでSTVラジオが1位。余談だが、この年から、対象が札幌地区だけではなく、北海道全域に拡大されている[15][16]。
  - 2021年9月期の聴取率調査においても、STVラジオが2年連続で全日聴取率の1位を維持しており、3年連続で返り咲くことが出来なかった。なお、全日平均、平日平均、土曜日・日曜日ともにすべてのカテゴリーでSTVラジオが1位[17]。
  - 2022年11月期の聴取率調査においても、STVラジオが3年連続で全日聴取率の1位を維持しており、4年連続で返り咲くことが出来なかった。なお、全日平均、平日平均、土曜日・日曜日ともにまたしてもすべてのカテゴリーでSTVラジオが1位だった。
  - 2023年6月期の聴取率調査では、2018年以来5年ぶりに全日と平日の聴取率でSTVラジオと同率だったが1位を獲得した。なお、日曜日と5時 - 29時までのオールタイムでは、単独で1位を獲得した[18]。
  - 2024年11月期の調査では全日聴取率でSTVラジオ、エフエム北海道に続いて3位[19]、15～49歳の占拠率ではノースウェーブにも敗れ道内局で最下位となった[20]。

### 経営合理化
2003年4月以降、テレビの地上デジタル放送開始に伴う多大な費用負担の増加に加え、長らく続いている道内経済の低迷などによるスポンサー広告収入の減少などの要因から、財務体質の強化と地方局の規模縮小によるコスト削減が図られた。

#### 道内各放送局とローカル番組の再編
かつては道内各放送局（旭川・函館・室蘭・帯広・北見・釧路）にアナウンサーや記者、番組制作スタッフなどを常駐させていたが、先述の経営合理化によって人員が大幅に削減され、室蘭・北見・釧路の3放送局は2003年3月31日限りで機能統合され、必要に応じて本社（札幌放送局）や統合先放送局（室蘭は函館、北見は旭川、釧路は帯広）からスタッフを派遣させる方針に切り替えた。これに伴い、道内各放送局別に制作・放送していた多くのローカル番組やCMが相次いで終了した。さらに、各放送局から放送していたローカル番組等も本社（札幌放送局）からの裏送りに切り替えられた。なお、室蘭放送局は公式サイトの「会社概要」にも記載されなくなったが、ラジオのコールサインは維持している。
特にラジオでは影響が顕著に表れ、過去には平日の12時 - 13時を中心に「道内各放送局ローカル枠」としてそれぞれ独自色を打ち出した番組を多数制作・放送していた が、それらもほぼ全て姿を消し、一部の放送局でミニ番組がわずかに残るのみとなるまで減少した。
その後2006年3月まで、札幌を除く各放送局では札幌放送局制作番組を同時放送していたが、ラジオ放送に関しては2006年4月より隣接したエリアごとに再編して、各局ローカル枠が一部復活。室蘭放送局では函館放送局制作番組を、北見放送局では旭川放送局制作番組を、釧路放送局では帯広放送局制作番組をそれぞれ同時放送している。現在は前述の通り、旭川・函館・帯広の各放送局で収録した番組を札幌に送って該当する時間帯に裏送りで放送している。
帯広放送局・釧路放送局では、2020年9月にHBCと十勝毎日新聞社（勝毎）グループが包括提携を結んだことに伴い、以後勝毎系列であるエフエムおびひろ（FM-JAGA）制作の番組（「かちまいヘッドラインニュース」等）の供給を受け放送している。
オープニングアナウンス（午前4時59分から1分間。月曜のみ3時59分から）も、道央（札幌、FM・radiko含む）・道南（函館・室蘭）・道東（釧路・帯広）・道北（旭川・北見）と、各地域向け（アナウンス対象放送局・支局、並びに中継局は下表のとおりに準ずる）の放送となっている。

#### AMステレオ放送の終了
1992年8月1日より札幌放送局のみで実施していたAMステレオ放送は2010年2月28日をもって終了し、翌3月1日からモノラル放送に戻された。
北海道は放送区域が広大なため多くの中継施設を要することから、全ての中継施設をAMステレオ放送に対応させるとステレオ放送対応施設の維持・更新にかかるコストが更に増大することに加え、道内各放送局・中継局への中継回線使用料が高額な事情もあり、札幌放送局のみで実施していた。なお、AMステレオ放送終了から1年余り経過した2011年4月より実施しているradikoの同時配信では、放送対象地域である北海道内全域でステレオ放送が行われている。

## スタジオ

### 本社スタジオ
R1スタジオ（5.38坪）
スタジオ入口扉の表記は『STUDIO R1』。スタジオイメージカラーは赤。
生放送対応スタジオ・ライブカメラ設置（2023年11月1日から運用休止中）。
『朝刊さくらい』、『カーナビラジオ午後一番!』、『ファイターズDEナイト!』、『ガンちゃんの世界一面白いプロ野球の番組』等で使用。
R2スタジオ（4.57坪）
スタジオ入口扉の表記は『STUDIO R2』。スタジオイメージカラーは青。
生放送対応スタジオ・ライブカメラ設置。
『気分上昇ワイド ナルミッツ!!!』、『After Beat〜アフタービート〜』、『美香と香菜子のおさんぽ土曜日』等で使用。
R3・R4スタジオ（R3スタジオ3.6坪・R4スタジオ2.69坪）
録音番組用スタジオ。（R3スタジオのイメージカラーは緑。R4スタジオのイメージカラーはオレンジ）
ラジオスタジオは全て6階に配置されており、生放送対応のR1・R2スタジオは隣同士に位置する。北海道庁旧本庁舎（赤れんが庁舎）側に高さ1.85メートルの大きな窓が配置されている。
2023年10月31日まではR1・R2スタジオの様子を配信するインターネットライブカメラ「見えるラジオ」は著作権の関係で音声はすべてカットしているほか、カメラの向きを変更し天井や壁しか映さない場合もあった。スタジオカメラの運用の見直しにより、2023年10月31日でR1スタジオの様子を配信するインターネットライブカメラ「見えるラジオ」が運用休止。2023年11月2日からR2スタジオの一部の番組を対象にスタジオの様子を配信するインターネットライブカメラ「見えるラジオ」を再開した。但し、対象番組外はR2スタジオを見ることはできないがHBCラジオのイラストの絵が表示される。なお、著作権の関係で音声はすべてカットしている。例外として、2022年のナイターオフシーズン期から放送されている「金曜反省会」や、その姉妹番組である「日曜反省会」では、CMや曲以外の音声はカットせずに配信し、後日公式YouTubeチャンネルでアーカイブが配信された。
他に編集ブースが5室あり、それら編集ブースで共用するアナブースも1室整備されている。
上記の他、HBCウェザーセンターにもラジオブースがあり、ウェザーセンター側からの操作で第1・第2スタジオと繋ぐことが可能。主にワイド番組内で気象情報を放送する際に使用されている。

### 旧本社（HBC会館）スタジオ
ラジオ第1スタジオ
2階吹抜け、26坪のフロア面積を持つ大型スタジオ。ラジオドラマや公開番組、音楽録音（『カーナビオリジナルソング』の仮歌録音）等に使われていた。
通常は HBC少年少女合唱団 等の練習スタジオや、アナブースを使った録音番組制作等にも使われていた。
『あゆみの部屋』（第5スタジオも使用）、『多恵子の今夜もふたり言』などの収録に使用していた。
聴取率週間の128万7千円（札幌地区の周波数1287kHzにちなむ金額）プレゼントの予備抽選会場として使用されていた。
　ラジオ第2スタジオ
生対応・ライブカメラ設置。
生送出・録音兼用の多目的スタジオ。
『気分上昇ワイドナルミッツ!!!』や『ラジ魂』などの生送出や一部の収録番組に使われていた。第3スタジオとも隣接していた。
ラジオ第3スタジオ
生対応・ライブカメラ設置。
情報カメラが設置ライブカメラと同じアングルで設置されていた。
大小2つのアナウンスブースを持つHBCラジオのメイン生送出スタジオで、大きいブース（第3スタジオA）で生ワイド番組の大半を送出。小さいブース（第3スタジオB）からはニュースなどを送出していた。2つのブースは1つのサブから見渡せるように配置されていた。大ブース側は、ブース入口脇（廊下側）とサブ側の後ろ壁もそれぞれガラス窓となっており（サブ側ガラス面はライブカメラでは番組名の看板で隠れており見えない）、出演者席からはスタジオ外のフロア内も広範囲に見渡せるのが特徴。
かつてはラジオマスターを併設していたが、後にテレビ・ラジオの両マスターが同フロア化したため、スタジオ機能のみ存在していた。
ラジオ第5・第7スタジオ
小型の録音番組用スタジオ。
ラジオ第6スタジオ
ラジオCM制作用に音場と設備を備えており、ラジオCMの編集にも使われていた。
上記の他、HBCウェザーセンターにもラジオブースがあり、ウェザーセンター側からの操作で第2・第3スタジオと繋ぐことが可能。主にワイド番組内で気象情報を放送する際に使用されていた。

### 道内各放送局・東京支社スタジオ
前述のとおり、以前は道内の各放送局が独自にローカル番組を制作・放送していたためスタジオを備えていたが、ローカル番組の規模縮小に伴い室蘭・釧路・北見の各放送局でスタジオが廃止された。
上記のほか、かつては東京支社にもラジオスタジオが存在しており、生放送や録音番組で使用していた（当該節を参照）。その後、東京支社スタジオは廃止され、東京支社もビル改築に伴い2008年9月に中央区銀座から港区新橋へ移転した。
なお、『大泉洋のサンサンサンデー』などで東京からの生送出を必要とする場合は、都内のラジオ貸しスタジオが使用されていた。また、『ラジプロ!』では、番組コーナーの一部に「東京スタジオから」という表記がなされているが、これは記述の便宜上、東京で取材・収録したものを「東京スタジオから」と称しているだけで、実際にスタジオ収録されているという事ではない。

## 周波数
HBCラジオでは、遠別と遠軽を除く全ての送信所・中継局にコールサインを設定している。これは地域別CMの送出が主な目的で、STVラジオも一部の中継局にコールサインを設定しているが、数はHBCラジオが大きく上回っている。
旭川・帯広・釧路・網走の各送信所はかつてアナログテレビ放送設備も併設していた。

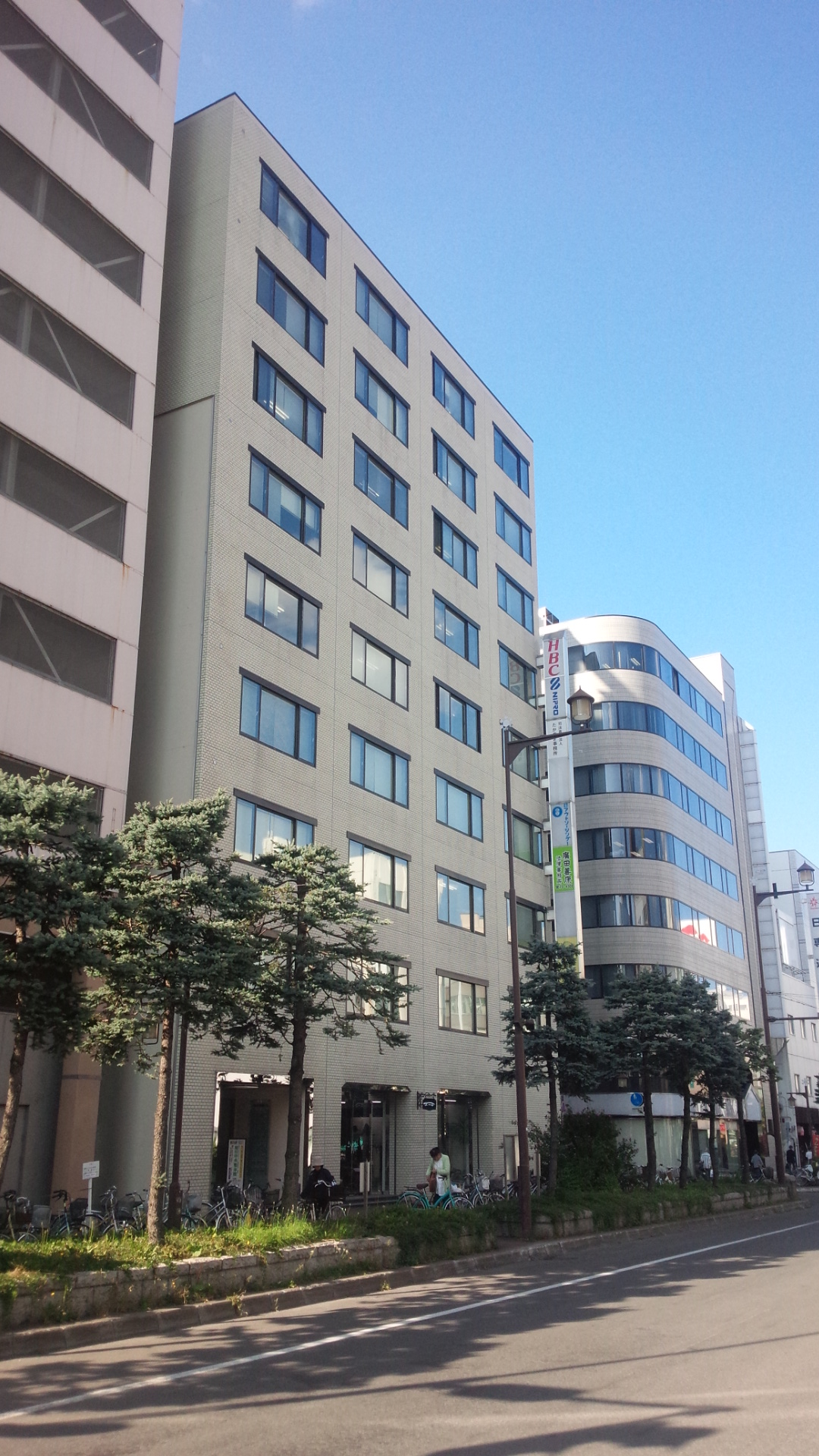
北海道放送（HBC）旭川放送局

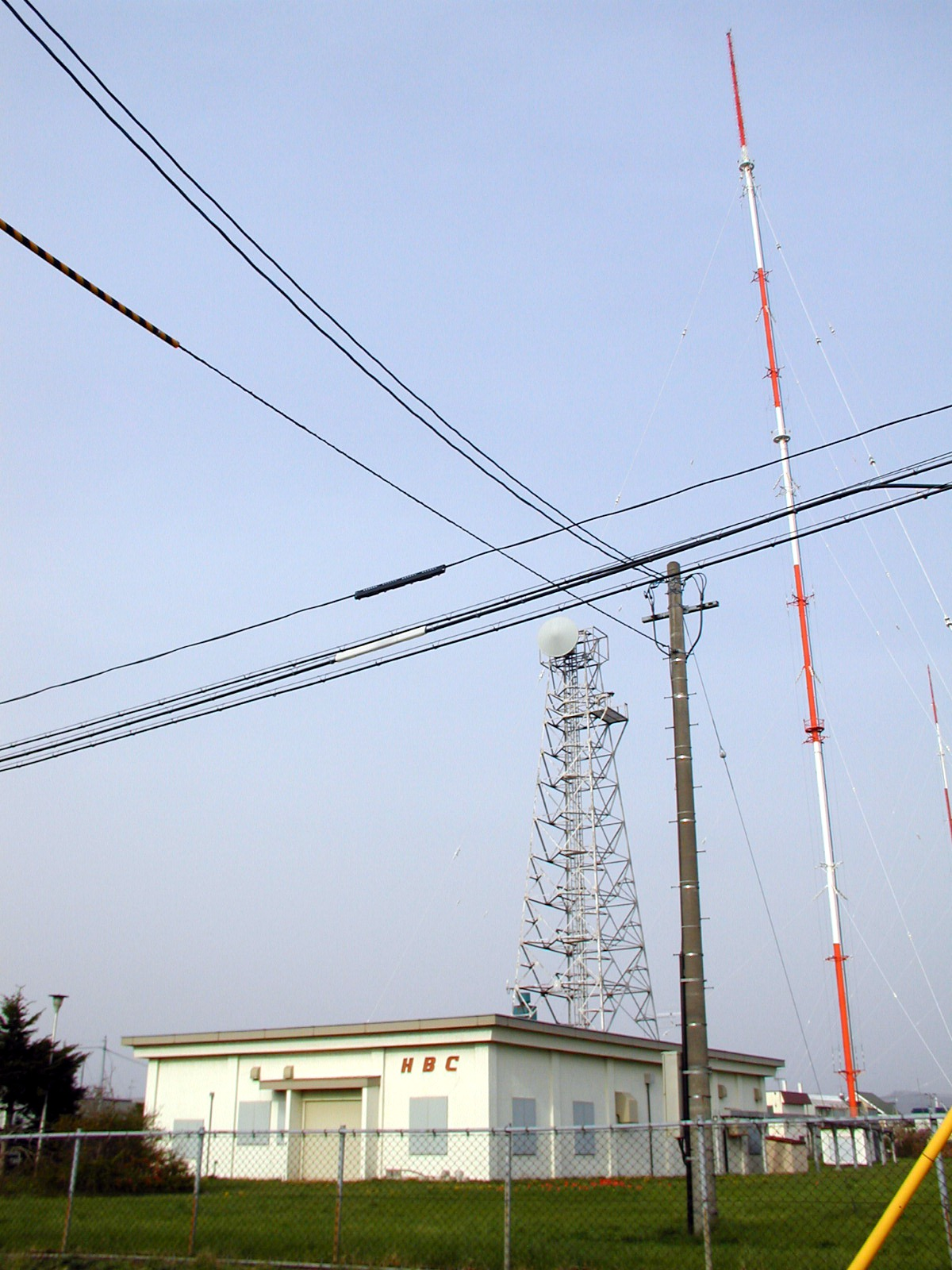
HBCラジオ東旭川送信所

| AM放送 | AM放送           | AM放送           | AM放送  | AM放送 | AM放送                                         |
| 地区   | 送信所           | コールサイン     | 周波数  | 出力   | 備考                                           |
| ------ | ---------------- | ---------------- | ------- | ------ | ---------------------------------------------- |
| 札幌   | 札幌             | JOHR             | 1287kHz | 50kW   |                                                |
| 旭川   | 旭川             | JOHE             | 864kHz  | 3kW    |                                                |
| 旭川   | 名寄             | JOTL             | 1494kHz | 1kW    |                                                |
| 旭川   | 留萌             | JOHS             | 1557kHz | 100W   |                                                |
| 旭川   | 稚内             | JOTS             | 1368kHz | 1kW    |                                                |
| 旭川   | 遠別             |                  | 864kHz  | 1kW    | 中継局施設はSTVラジオと共同使用                |
| 函館   | 函館             | JOHO             | 900kHz  | 5kW    |                                                |
| 函館   | 江差             | JOFM             | 1269kHz | 1kW    |                                                |
| 函館   | 北桧山           | JOFN             | 1098kHz | 100W   |                                                |
| 室蘭   | 室蘭             | JOQF             | 864kHz  | 3kW    |                                                |
| 室蘭   | 苫小牧           | JOTN             | 801kHz  | 100W   |                                                |
| 帯広   | 帯広             | JOHW             | 1269kHz | 5kW    |                                                |
| 北見   | 網走             | JOQM             | 1449kHz | 5kW    |                                                |
| 北見   | 北見             | JOQN             | 801kHz  | 100W   |                                                |
| 北見   | 遠軽             |                  | 801kHz  | 100W   | 1995年に設置。 中継局施設はSTVラジオと共同使用 |
| 釧路   | 釧路             | JOQL             | 1404kHz | 5kW    | [ 注 23 ] [ 28 ]                               |
| 釧路   | 根室             | JOQS             | 801kHz  | 100W   |                                                |
| FM放送 |                  |                  |         |        |                                                |
| 地区   | 送信所           | コールサイン     | 周波数  | 出力   | 備考                                           |
| 札幌   | 札幌FM補完中継局 | （FM補完中継局） | 91.5MHz | 5kW    | 2016年10月19日本放送開始                       |

### FM補完中継局の親局化構想への不参加
北海道放送が加盟する日本民間放送連盟では、FM補完中継局制度を見直す方針を2019年に公表。連盟に参加するAM放送事業者（民放AM局）が2028年までにAM放送免許の更新時期を迎えることを踏まえて、民放AM局独自の経営判断によってAM放送からFM放送への転換（またはAM・FM放送の併用）が可能になるような制度の整備を求める要望書を、総務省が設置する「放送事業の基盤強化に関する検討分科会」に提出した。総務省も2020年10月に『民間ラジオ放送事業者のAM放送のFM放送への転換等に関する「実証実験」の考え方』を公表したことから、民放AM47局で組織する「ワイドFM（FM補完放送）対応端末普及を目指す連絡会」では、44局が2028年秋までにFM局への転換を目指していることを2021年6月15日に発表した。しかし、広大な放送エリアを有する北海道では既存の可聴地域をほぼカバーするための設備投資に多額の費用を要することを理由として、FM補完中継局の親局化構想参加局の中にHBCラジオは含まれておらず（他には同エリアのSTVラジオ、秋田県の秋田放送）、発表時点ではこの動きに参加しないこととした。

## 放送中の番組
2025年7月現在。詳細は公式サイトのラジオトップページあるいはラジオ週間番組表を参照。
- 24時間放送を行っている。ただし、不定期で日曜深夜にメンテナンスで全道、または一部地域で休止や中断することもあり、その際は休止となる時間の前番組の末尾でその旨を全道向けのCM枠で放送後、該当地域のみコールサインを流して終了する。メンテナンスが大掛かりな場合や都合で日曜深夜にとれなかった場合は平日に行うこともある。
  - この場合、全道対象の際はradiko.jpとワイドFMを含む。また週によって札幌親局はAMのみ、またはワイドFMのみのどちらかを停波する場合もある。
- 2000年代中頃まではSTVラジオが自社番組を多く編成し、ネット番組の受け入れが少なかった事もあって、文化放送制作番組を中心にNRN系番組を多くネットしていた。その後、ファイターズ中継など自社制作中心の編成へ移行したことによって自社制作番組が増えた影響もあり、現在NRN系のネット番組は減少した。そのためネット番組はJRN系が事実上メインとなっている。 また、宗教番組も道内の民放では最も多く放送されているものの、近年は聴取率の低下や制作費の関係などで減少傾向にある[33]ほか、2020年頃からは広告収入の減少の影響で主に土日の朝を中心にラジオ通販番組が増加している。
- 2024年10月以降、平日22時 - 24時の夜枠を自社番組で編成し、その一方で土曜日曜の昼枠をJRN系のネット番組の編成に転換している。
- 長く年末年始にも長時間の生放送番組を編成していたが、2024年よりニューイヤー駅伝、箱根駅伝の中継やバンラジNEO タモツガレージの通常放送を除いて録音番組に転換する[注 25]。
- 自社制作番組は太字。

### 平日
| 時 | 月曜日 | 火曜日 | 水曜日 | 木曜日 | 金曜日 |
| --- | --- | --- | --- | --- | --- |
| 5 | 5:00 おはようインフォメーション | 5:00 おはようインフォメーション | 5:00 おはようインフォメーション | 5:00 おはようインフォメーション | 5:00 おはようインフォメーション |
| 5 | 5:14 HBCニュース・天気予報 | | | | |
| 5 | 5:17 朝イチ!ミュージック | | | | |
| 5 | 5:30 Brand-New Morning（TBSラジオ） ▽5:55 道新ニュース・道路情報・天気予報 | | | | |
| 6 | | | | | |
| 6:30 朝刊さくらい ▽7:40 今朝の三枚おろし（企画ネット・文化放送からCMのみ） ▽8:00 話題のアンテナ 日本全国8時です（TBSラジオ） | | | | | |
| 7 | | | | | |
| 8 | | | | | |
| 9 | 9:00 気分上昇ワイド ナルミッツ!!! ▽10:50 道内各局別番組 ▽11:05 テレフォン人生相談（ニッポン放送） ▽11:26 金子耕弐のファミリートーク（ファミリー・フォーラム・ジャパン） | 9:00 気分上昇ワイド ナルミッツ!!! ▽10:50 道内各局別番組 ▽11:05 テレフォン人生相談（ニッポン放送） ▽11:26 金子耕弐のファミリートーク（ファミリー・フォーラム・ジャパン） | 9:00 気分上昇ワイド ナルミッツ!!! ▽10:50 道内各局別番組 ▽11:05 テレフォン人生相談（ニッポン放送） ▽11:26 金子耕弐のファミリートーク（ファミリー・フォーラム・ジャパン） | 9:00 気分上昇ワイド ナルミッツ!!! ▽10:50 道内各局別番組 ▽11:05 テレフォン人生相談（ニッポン放送） ▽11:26 金子耕弐のファミリートーク（ファミリー・フォーラム・ジャパン） | 9:00 気分上昇ワイド ナルミッツ!!! ▽10:50 道内各局別番組 ▽11:05 テレフォン人生相談（ニッポン放送） ▽11:26 金子耕弐のファミリートーク（ファミリー・フォーラム・ジャパン） |
| 10 | 9:00 気分上昇ワイド ナルミッツ!!! ▽10:50 道内各局別番組 ▽11:05 テレフォン人生相談（ニッポン放送） ▽11:26 金子耕弐のファミリートーク（ファミリー・フォーラム・ジャパン） | 9:00 気分上昇ワイド ナルミッツ!!! ▽10:50 道内各局別番組 ▽11:05 テレフォン人生相談（ニッポン放送） ▽11:26 金子耕弐のファミリートーク（ファミリー・フォーラム・ジャパン） | 9:00 気分上昇ワイド ナルミッツ!!! ▽10:50 道内各局別番組 ▽11:05 テレフォン人生相談（ニッポン放送） ▽11:26 金子耕弐のファミリートーク（ファミリー・フォーラム・ジャパン） | 9:00 気分上昇ワイド ナルミッツ!!! ▽10:50 道内各局別番組 ▽11:05 テレフォン人生相談（ニッポン放送） ▽11:26 金子耕弐のファミリートーク（ファミリー・フォーラム・ジャパン） | 9:00 気分上昇ワイド ナルミッツ!!! ▽10:50 道内各局別番組 ▽11:05 テレフォン人生相談（ニッポン放送） ▽11:26 金子耕弐のファミリートーク（ファミリー・フォーラム・ジャパン） |
| 11 | 9:00 気分上昇ワイド ナルミッツ!!! ▽10:50 道内各局別番組 ▽11:05 テレフォン人生相談（ニッポン放送） ▽11:26 金子耕弐のファミリートーク（ファミリー・フォーラム・ジャパン） | 9:00 気分上昇ワイド ナルミッツ!!! ▽10:50 道内各局別番組 ▽11:05 テレフォン人生相談（ニッポン放送） ▽11:26 金子耕弐のファミリートーク（ファミリー・フォーラム・ジャパン） | 9:00 気分上昇ワイド ナルミッツ!!! ▽10:50 道内各局別番組 ▽11:05 テレフォン人生相談（ニッポン放送） ▽11:26 金子耕弐のファミリートーク（ファミリー・フォーラム・ジャパン） | 9:00 気分上昇ワイド ナルミッツ!!! ▽10:50 道内各局別番組 ▽11:05 テレフォン人生相談（ニッポン放送） ▽11:26 金子耕弐のファミリートーク（ファミリー・フォーラム・ジャパン） | 9:00 気分上昇ワイド ナルミッツ!!! ▽10:50 道内各局別番組 ▽11:05 テレフォン人生相談（ニッポン放送） ▽11:26 金子耕弐のファミリートーク（ファミリー・フォーラム・ジャパン） |
| 12 | 12:00 カーナビラジオ午後一番! ▽12:30 道内各局別番組 ▽14:35 今旬! いいもの百貨店 ▽15:35 日替わりミニ番組 あばれる君のイグニッションラジオタイム（かしわプロダクション、月曜） 道内工業高校生応援チャンネル どさんこテックハイスクール 〜未来ナビ〜（火曜） アナログタロウ 痛快!アナログヒッパレ〜♪（かしわプロダクション、水曜） うまいもの見っけ!（かしわプロダクション、木曜） | 12:00 カーナビラジオ午後一番! ▽12:30 道内各局別番組 ▽14:35 今旬! いいもの百貨店 ▽15:35 日替わりミニ番組 あばれる君のイグニッションラジオタイム（かしわプロダクション、月曜） 道内工業高校生応援チャンネル どさんこテックハイスクール 〜未来ナビ〜（火曜） アナログタロウ 痛快!アナログヒッパレ〜♪（かしわプロダクション、水曜） うまいもの見っけ!（かしわプロダクション、木曜） | 12:00 カーナビラジオ午後一番! ▽12:30 道内各局別番組 ▽14:35 今旬! いいもの百貨店 ▽15:35 日替わりミニ番組 あばれる君のイグニッションラジオタイム（かしわプロダクション、月曜） 道内工業高校生応援チャンネル どさんこテックハイスクール 〜未来ナビ〜（火曜） アナログタロウ 痛快!アナログヒッパレ〜♪（かしわプロダクション、水曜） うまいもの見っけ!（かしわプロダクション、木曜） | 12:00 カーナビラジオ午後一番! ▽12:30 道内各局別番組 ▽14:35 今旬! いいもの百貨店 ▽15:35 日替わりミニ番組 あばれる君のイグニッションラジオタイム（かしわプロダクション、月曜） 道内工業高校生応援チャンネル どさんこテックハイスクール 〜未来ナビ〜（火曜） アナログタロウ 痛快!アナログヒッパレ〜♪（かしわプロダクション、水曜） うまいもの見っけ!（かしわプロダクション、木曜） | 12:00 グッチーのGood Friday! ▽12:30 道内各局別番組 ▽13:45 鶴岡慎也の焚き火トーーク ▽14:45 お悩みカイホウショッピング ▽15:35 朗読のヒロバ（TBSラジオ）                   |
| 13 | 12:00 カーナビラジオ午後一番! ▽12:30 道内各局別番組 ▽14:35 今旬! いいもの百貨店 ▽15:35 日替わりミニ番組 あばれる君のイグニッションラジオタイム（かしわプロダクション、月曜） 道内工業高校生応援チャンネル どさんこテックハイスクール 〜未来ナビ〜（火曜） アナログタロウ 痛快!アナログヒッパレ〜♪（かしわプロダクション、水曜） うまいもの見っけ!（かしわプロダクション、木曜） | 12:00 カーナビラジオ午後一番! ▽12:30 道内各局別番組 ▽14:35 今旬! いいもの百貨店 ▽15:35 日替わりミニ番組 あばれる君のイグニッションラジオタイム（かしわプロダクション、月曜） 道内工業高校生応援チャンネル どさんこテックハイスクール 〜未来ナビ〜（火曜） アナログタロウ 痛快!アナログヒッパレ〜♪（かしわプロダクション、水曜） うまいもの見っけ!（かしわプロダクション、木曜） | 12:00 カーナビラジオ午後一番! ▽12:30 道内各局別番組 ▽14:35 今旬! いいもの百貨店 ▽15:35 日替わりミニ番組 あばれる君のイグニッションラジオタイム（かしわプロダクション、月曜） 道内工業高校生応援チャンネル どさんこテックハイスクール 〜未来ナビ〜（火曜） アナログタロウ 痛快!アナログヒッパレ〜♪（かしわプロダクション、水曜） うまいもの見っけ!（かしわプロダクション、木曜） | 12:00 カーナビラジオ午後一番! ▽12:30 道内各局別番組 ▽14:35 今旬! いいもの百貨店 ▽15:35 日替わりミニ番組 あばれる君のイグニッションラジオタイム（かしわプロダクション、月曜） 道内工業高校生応援チャンネル どさんこテックハイスクール 〜未来ナビ〜（火曜） アナログタロウ 痛快!アナログヒッパレ〜♪（かしわプロダクション、水曜） うまいもの見っけ!（かしわプロダクション、木曜） | 12:00 グッチーのGood Friday! ▽12:30 道内各局別番組 ▽13:45 鶴岡慎也の焚き火トーーク ▽14:45 お悩みカイホウショッピング ▽15:35 朗読のヒロバ（TBSラジオ）                   |
| 14 | 12:00 カーナビラジオ午後一番! ▽12:30 道内各局別番組 ▽14:35 今旬! いいもの百貨店 ▽15:35 日替わりミニ番組 あばれる君のイグニッションラジオタイム（かしわプロダクション、月曜） 道内工業高校生応援チャンネル どさんこテックハイスクール 〜未来ナビ〜（火曜） アナログタロウ 痛快!アナログヒッパレ〜♪（かしわプロダクション、水曜） うまいもの見っけ!（かしわプロダクション、木曜） | 12:00 カーナビラジオ午後一番! ▽12:30 道内各局別番組 ▽14:35 今旬! いいもの百貨店 ▽15:35 日替わりミニ番組 あばれる君のイグニッションラジオタイム（かしわプロダクション、月曜） 道内工業高校生応援チャンネル どさんこテックハイスクール 〜未来ナビ〜（火曜） アナログタロウ 痛快!アナログヒッパレ〜♪（かしわプロダクション、水曜） うまいもの見っけ!（かしわプロダクション、木曜） | 12:00 カーナビラジオ午後一番! ▽12:30 道内各局別番組 ▽14:35 今旬! いいもの百貨店 ▽15:35 日替わりミニ番組 あばれる君のイグニッションラジオタイム（かしわプロダクション、月曜） 道内工業高校生応援チャンネル どさんこテックハイスクール 〜未来ナビ〜（火曜） アナログタロウ 痛快!アナログヒッパレ〜♪（かしわプロダクション、水曜） うまいもの見っけ!（かしわプロダクション、木曜） | 12:00 カーナビラジオ午後一番! ▽12:30 道内各局別番組 ▽14:35 今旬! いいもの百貨店 ▽15:35 日替わりミニ番組 あばれる君のイグニッションラジオタイム（かしわプロダクション、月曜） 道内工業高校生応援チャンネル どさんこテックハイスクール 〜未来ナビ〜（火曜） アナログタロウ 痛快!アナログヒッパレ〜♪（かしわプロダクション、水曜） うまいもの見っけ!（かしわプロダクション、木曜） | 12:00 グッチーのGood Friday! ▽12:30 道内各局別番組 ▽13:45 鶴岡慎也の焚き火トーーク ▽14:45 お悩みカイホウショッピング ▽15:35 朗読のヒロバ（TBSラジオ）                   |
| 15 | 12:00 カーナビラジオ午後一番! ▽12:30 道内各局別番組 ▽14:35 今旬! いいもの百貨店 ▽15:35 日替わりミニ番組 あばれる君のイグニッションラジオタイム（かしわプロダクション、月曜） 道内工業高校生応援チャンネル どさんこテックハイスクール 〜未来ナビ〜（火曜） アナログタロウ 痛快!アナログヒッパレ〜♪（かしわプロダクション、水曜） うまいもの見っけ!（かしわプロダクション、木曜） | 12:00 カーナビラジオ午後一番! ▽12:30 道内各局別番組 ▽14:35 今旬! いいもの百貨店 ▽15:35 日替わりミニ番組 あばれる君のイグニッションラジオタイム（かしわプロダクション、月曜） 道内工業高校生応援チャンネル どさんこテックハイスクール 〜未来ナビ〜（火曜） アナログタロウ 痛快!アナログヒッパレ〜♪（かしわプロダクション、水曜） うまいもの見っけ!（かしわプロダクション、木曜） | 12:00 カーナビラジオ午後一番! ▽12:30 道内各局別番組 ▽14:35 今旬! いいもの百貨店 ▽15:35 日替わりミニ番組 あばれる君のイグニッションラジオタイム（かしわプロダクション、月曜） 道内工業高校生応援チャンネル どさんこテックハイスクール 〜未来ナビ〜（火曜） アナログタロウ 痛快!アナログヒッパレ〜♪（かしわプロダクション、水曜） うまいもの見っけ!（かしわプロダクション、木曜） | 12:00 カーナビラジオ午後一番! ▽12:30 道内各局別番組 ▽14:35 今旬! いいもの百貨店 ▽15:35 日替わりミニ番組 あばれる君のイグニッションラジオタイム（かしわプロダクション、月曜） 道内工業高校生応援チャンネル どさんこテックハイスクール 〜未来ナビ〜（火曜） アナログタロウ 痛快!アナログヒッパレ〜♪（かしわプロダクション、水曜） うまいもの見っけ!（かしわプロダクション、木曜） | 12:00 グッチーのGood Friday! ▽12:30 道内各局別番組 ▽13:45 鶴岡慎也の焚き火トーーク ▽14:45 お悩みカイホウショッピング ▽15:35 朗読のヒロバ（TBSラジオ）                   |
| 16 | 16:00 After Beat〜アフタービート〜 | 16:00 After Beat〜アフタービート〜 | 16:00 After Beat〜アフタービート〜 | 16:00 After Beat〜アフタービート〜 | 12:00 グッチーのGood Friday! ▽12:30 道内各局別番組 ▽13:45 鶴岡慎也の焚き火トーーク ▽14:45 お悩みカイホウショッピング ▽15:35 朗読のヒロバ（TBSラジオ）                   |
| 17 | 16:00 After Beat〜アフタービート〜 | 16:00 After Beat〜アフタービート〜 | 16:00 After Beat〜アフタービート〜 | 16:00 After Beat〜アフタービート〜 | 12:00 グッチーのGood Friday! ▽12:30 道内各局別番組 ▽13:45 鶴岡慎也の焚き火トーーク ▽14:45 お悩みカイホウショッピング ▽15:35 朗読のヒロバ（TBSラジオ）                   |
| 17:30 ネットワークトゥデイ（TBSラジオ）                                                                                      | | | | | |
| 17:45 こずゑのナイター直前!ファイターズDEナイト!                                                                             | | | | | |
| | 17:57 HBCファイターズナイター | | | | |
| 18 | 18:00 滝谷美夢のステップ! | | | | |
| 18 | 18:30 音タクベストテン! | | | | |
| 19 | 19:00 5丁目STATION アキトム! （3スタ生） | | | | |
| 20 | 19:00 5丁目STATION アキトム! （3スタ生） | | | | |
| 21 | 21:00 ファイターズDEナイト! | 21:00 ファイターズDEナイト! | 21:00 ファイターズDEナイト! | 21:00 ファイターズDEナイト! | 21:00 ファイターズDEナイト! |
| 22 | 22:00 BACKSTAGE PASS | 22:00 オクラホマの火曜も日曜スピリッツ | 22:00 バンラジNEO タモツガレージ | 22:00 ラジ魂!! | 22:00 モーニング娘。'25 牧野真莉愛のまりあん♥LOVEりんですっ♥（CBCラジオ）                                                                                               |
| 22 | 22:30 音楽マシマシ | 22:00 オクラホマの火曜も日曜スピリッツ | 22:00 バンラジNEO タモツガレージ | 22:00 ラジ魂!! | 22:30 過ゲキにコンサドーレ! |
| 23 | 23:00 アニメロティック 第3期 | 23:00 今夜はNORDナイト! | 22:00 バンラジNEO タモツガレージ | 22:00 ラジ魂!! | 23:00 タイトル未定の金曜の予定は未定! |
| 23 | 23:00 アニメロティック 第3期 | 23:30 音楽速達便 | 22:00 バンラジNEO タモツガレージ | 22:00 ラジ魂!! | 23:30 DIG IDOL |
| 0 | 0:00 レコメン!（文化放送） | 0:00 レコメン!（文化放送） | 0:00 レコメン!（文化放送） | 0:00 レコメン!（文化放送） | 0:00 嵐・相葉雅紀のレコメン!アラシリミックス（文化放送） |
| 1 | 1:00 JUNK（TBSラジオ） | 1:00 JUNK（TBSラジオ） | 1:00 JUNK（TBSラジオ） | 1:00 JUNK（TBSラジオ） | 1:00 JUNK（TBSラジオ） |
| 2 | 伊集院光 深夜の馬鹿力 | 爆笑問題カーボーイ | 山里亮太の不毛な議論 | おぎやはぎのメガネびいき | バナナマンのバナナムーンGOLD |
| 3 | 3:00 CITY CHILL CLUB（TBSラジオ） | 3:00 CITY CHILL CLUB（TBSラジオ） | 3:00 CITY CHILL CLUB（TBSラジオ） | 3:00 CITY CHILL CLUB（TBSラジオ） | 3:00 CITY CHILL CLUB（TBSラジオ） |
| 4 | 3:00 CITY CHILL CLUB（TBSラジオ） | 3:00 CITY CHILL CLUB（TBSラジオ） | 3:00 CITY CHILL CLUB（TBSラジオ） | 3:00 CITY CHILL CLUB（TBSラジオ） | 3:00 CITY CHILL CLUB（TBSラジオ） |

### 週末
| 時                                                                          | 土曜日 | 日曜日                                                                                     |
| --------------------------------------------------------------------------- | --- | ------------------------------------------------------------------------------------------ |
| 5                                                                           | 5:00 録音風物誌（火曜会）                                                                                         | 5:00 大徳寺昭輝の天の夢（KBCラジオ）                                                       |
| 5                                                                           | 5:10 今旬!ラジオショッピング                                                                                      | 5:00 大徳寺昭輝の天の夢（KBCラジオ）                                                       |
| 5                                                                           | ラジオショッピング 5:15 解決!納得プレミアム 5:30 Buy Now                                                          |                                                                                            |
| 5                                                                           | 5:25 かきくけこじせいご（かしわプロダクション）                                                                   |                                                                                            |
| 5                                                                           | 5:30 天使のモーニングコール（幸福の科学）                                                                         |                                                                                            |
| 5                                                                           | 5:45 道新ニュース・道路情報・天気予報                                                                             |                                                                                            |
| 5                                                                           | ラジオショッピング 5:50 健康イキイキ! 6:00 まいどあり〜。                                                         |                                                                                            |
| 6                                                                           | 6:00 土曜朝6時 木梨の会。（TBSラジオ） ▽6:50 HBCニュース・天気予報                                                |                                                                                            |
| 6                                                                           | 6:00 土曜朝6時 木梨の会。（TBSラジオ） ▽6:50 HBCニュース・天気予報                                                | 6:15 HBCラジオ 今月の推薦曲                                                                |
| 6                                                                           | 6:00 土曜朝6時 木梨の会。（TBSラジオ） ▽6:50 HBCニュース・天気予報                                                | 6:20 世の光 いきいきタイム（太平洋放送協会）                                               |
| 6                                                                           | 6:00 土曜朝6時 木梨の会。（TBSラジオ） ▽6:50 HBCニュース・天気予報                                                | 6:35 ラジオショッピング                                                                    |
| 6                                                                           | 6:00 土曜朝6時 木梨の会。（TBSラジオ） ▽6:50 HBCニュース・天気予報                                                | 6:50 よろこびへの扉（ホレンコ）                                                            |
| 7                                                                           | ラジオショッピング 7:00 納得!お得!ラジオショッピング 7:15 わくわくお届け便                                        | ラジオショッピング 7:00 スマイルちゃんねる 7:15 イマドキショッピング 7:30 わくわくお届け便 |
| 7                                                                           | 7:30 豊生会グループ 星の夢百聞                                                                                    | ラジオショッピング 7:00 スマイルちゃんねる 7:15 イマドキショッピング 7:30 わくわくお届け便 |
| 7                                                                           | 7:40 道新ニュース・道路情報・天気予報                                                                             |                                                                                            |
| 7                                                                           | ラジオショッピング 7:45 ハッピーマルシェ 8:00 納得健康15分 8:15 今旬!いいもの百貨店                               | 7:45 ピックアップラジオショッピング                                                        |
| 8                                                                           | ラジオショッピング 7:45 ハッピーマルシェ 8:00 納得健康15分 8:15 今旬!いいもの百貨店                               | 8:00 ONE-J（TBSラジオ） ▽8:55 HBCニュース・道路情報・天気予報                              |
| 8                                                                           | 8:25 HBCラジオ 今月の推薦曲                                                                                       | 8:00 ONE-J（TBSラジオ） ▽8:55 HBCニュース・道路情報・天気予報                              |
| 8                                                                           | ラジオショッピング 8:30 旬!SHUN!ピックアップ 8:45 トクトク通販生活! 9:00 good day 9:15 健康生活インフォメーション | 8:00 ONE-J（TBSラジオ） ▽8:55 HBCニュース・道路情報・天気予報                              |
| 9                                                                           | | 8:00 ONE-J（TBSラジオ） ▽8:55 HBCニュース・道路情報・天気予報                              |
| 9:30 美香と香菜子のおさんぽ土曜日 ▽11:00 テレフォン人生相談（ニッポン放送） | | 8:00 ONE-J（TBSラジオ） ▽8:55 HBCニュース・道路情報・天気予報                              |
| ラジオショッピング 10:00 通販ラジオ生活便 10:10 ラジオショッピング          | |                                                                                            |
| 10                                                                          | |                                                                                            |
| 10:25 HBCニュース・道路情報・天気予報                                       | |                                                                                            |
| 10:30 今旬!インフォメーション                                               | |                                                                                            |
| 10:45 明日をキヅク（第1日曜） 今旬!ラジオショッピング（第2週以降）          | |                                                                                            |
| 11                                                                          | 11:00 半﨑美子のハンザキラジオ                                                                                    |                                                                                            |
| 11                                                                          | 11:30 ガンちゃんの世界一面白いプロ野球の番組 番組終了時間は『サンデーファイターズ』の開始時刻により変動あり       |                                                                                            |
| 12                                                                          | 12:00 Nisshoプレゼンツ 渡部絵美の住まいるハウス（TBSラジオとの共同製作）                                          |                                                                                            |
| 12                                                                          | 12:30 サタデーピックアップ（第1・第3・第5土曜） 伊久美亜紀 EZOのミライRADIO（第2・第4土曜）                       |                                                                                            |
| 12                                                                          | 12:45 いっちゃんおいしいラジオ                                                                                    | 12:57 HBCサンデーファイターズ                                                              |
| 13                                                                          | 13:00 サンドウィッチマン ザ・ラジオショーサタデー（ニッポン放送）                                                 | 12:57 HBCサンデーファイターズ                                                              |
| 13                                                                          | 13:57 HBCサタデーファイターズ                                                                                     | 12:57 HBCサンデーファイターズ                                                              |
| 14                                                                          | | 12:57 HBCサンデーファイターズ                                                              |
| 15                                                                          | | 12:57 HBCサンデーファイターズ                                                              |
| 16                                                                          | 16:00 DIG IDOL（再放送） 『HBCサンデーファイターズ』延長時は時間変更及び休止の場合あり                            |                                                                                            |
| 16                                                                          | 16:30 グレープのもう魔酔わない!（東海ラジオ） 『HBCサンデーファイターズ』延長時は時間変更及び休止の場合あり       |                                                                                            |
| 17                                                                          | 17:00 ミュージックブルペン（かしわプロダクション） 『HBCサタデーファイターズ』延長時は時間変更及び休止の場合あり  | 17:00 MUSIC GARDEN 『HBCサンデーファイターズ』延長時は時間変更及び休止の場合あり           |
| 17                                                                          | 17:30 Buy Now | 17:30 東京ポッド許可局（TBSラジオ）                                                        |
| 17                                                                          | 17:45 ウィークエンドネットワーク（TBSラジオ）                                                                     | 17:30 東京ポッド許可局（TBSラジオ）                                                        |
| 17                                                                          | 17:50 詩の礫〜 和合亮一のアクションポエジィー（ラジオ福島）                                                       | 17:30 東京ポッド許可局（TBSラジオ）                                                        |
| 18                                                                          | 18:00 かが屋の鶴の間（RCCラジオ）                                                                                 | 17:30 東京ポッド許可局（TBSラジオ）                                                        |
| 18                                                                          | 18:30 北海道民いまむかし                                                                                          | 18:30 ココロもカラダもHappyに わかさ生活ラジオ （KBS京都）                                 |
| 18                                                                          | 18:45 道内工業高校生応援チャンネル どさんこテックハイスクール 〜未来ナビ〜（再放送）                              | 18:30 ココロもカラダもHappyに わかさ生活ラジオ （KBS京都）                                 |
| 18                                                                          | 18:55 HBCニュース・道路情報・天気予報                                                                             | 18:30 ココロもカラダもHappyに わかさ生活ラジオ （KBS京都）                                 |
| 19                                                                          | 19:00 オクラホマの火曜も日曜スピリッツ（再放送）                                                                  | 19:00 D.W.ニコルズわたなべだいすけのラジオおじさん（静岡エフエム放送）                     |
| 19                                                                          | 19:00 オクラホマの火曜も日曜スピリッツ（再放送）                                                                  | 19:30 ひとりの夜にあなたとあたしのしたっけラジオ                                           |
| 20                                                                          | 20:00 スタンド・バイ・見取り図（TBSラジオ）                                                                       | 20:00 EzoDrive                                                                             |
| 20                                                                          | 20:00 スタンド・バイ・見取り図（TBSラジオ）                                                                       | 20:15 HBCラジオ今月の推薦曲                                                                |
| 20                                                                          | 20:00 スタンド・バイ・見取り図（TBSラジオ）                                                                       | 20:30 いつも心に歌謡曲                                                                     |
| 21                                                                          | 21:00 ハライチのターン!（TBSラジオ）                                                                              | 21:00 シンセンラジオステーション                                                           |
| 21                                                                          | 21:00 ハライチのターン!（TBSラジオ）                                                                              | 21:30 今晩は 吉永小百合です（TBSラジオ）                                                   |
| 22                                                                          | 22:00 福山雅治と荘口彰久の「地底人ラジオ」（渋谷のラジオ）                                                        | 22:00 問わず語りの神田伯山（TBSラジオ）                                                    |
| 22                                                                          | 22:00 福山雅治と荘口彰久の「地底人ラジオ」（渋谷のラジオ）                                                        | 22:30 乃木坂46の「の」（文化放送）                                                         |
| 23                                                                          | 22:00 福山雅治と荘口彰久の「地底人ラジオ」（渋谷のラジオ）                                                        | 23:00 OCHA NORMA窪田七海のキュルルンッ♡ラジオ                                              |
| 23                                                                          | 23:30 SixTONESのオールナイトニッポンサタデースペシャル（ニッポン放送）                                            | 23:30 ももいろクローバーZ ももクロくらぶxoxo（ニッポン放送）                               |
| 0                                                                           | 23:30 SixTONESのオールナイトニッポンサタデースペシャル（ニッポン放送）                                            | 0:00 アルコ&ピース D.C.GARAGE（TBSラジオ）                                                 |
| 1                                                                           | 1:00 Snow Manの素のまんま（文化放送）                                                                             | 1:00 空気階段の踊り場（TBSラジオ）                                                         |
| 1                                                                           | 1:30 あきいちこの夜更かしJAMMY                                                                                    | 1:00 空気階段の踊り場（TBSラジオ）                                                         |
| 2                                                                           | 2:00 ラジプロ! | 2:00 音楽☆とらのアナ（火曜会）                                                             |
| 2                                                                           | 2:00 ラジプロ! | 2:30 志の輔&雷鳥のなんでか?ニッポン（北日本放送）                                          |
| 3                                                                           | 3:00 さらば青春の光がTaダ、Baカ、Saワギ（TBSラジオ）                                                              | 3:00 アニメロティック 第3期（再放送）                                                      |
| 3                                                                           | 3:30 キョートリアル!コンニチ的チュートリアル（KBS京都）                                                           | 3:00 アニメロティック 第3期（再放送）                                                      |
| 4                                                                           | 4:00 熊木杏里 夢のある喫茶店                                                                                      | 4:00 タイトル未定の金曜の予定は未定!（再放送）                                             |
| 4                                                                           | 4:20 HBCラジオ今月の推薦曲                                                                                        | 4:00 タイトル未定の金曜の予定は未定!（再放送）                                             |
| 4                                                                           | 4:30 音楽マシマシ（再放送）                                                                                       | 4:30 清かなる朗読                                                                          |
| 4                                                                           | 4:30 音楽マシマシ（再放送）                                                                                       | 4:45 宮永正隆のラジオビートルズ大学（北陸放送）                                            |

### 随時放送
主に各ワイド番組内で放送。
- 道新ニュース・道路情報・天気予報
- HBCニュース・道路情報・天気予報

### 道内各放送局のローカル番組
道内各局別に放送する定時ローカル番組枠は大幅に縮小され、現在は平日 10:50 - 11:00（函館・室蘭局エリア、帯広・釧路局エリアは12:30 - 12:34においても差し替え）に限られているが、時報スポットは平日 13:00 - 16:00に各局ローカル枠を設けている他、これ以外の時間帯にも地域別ローカルCMを放送している。この他、地域のイベント等に伴う歌謡ショーなど特別番組のローカル放送も不定期に行われている。
radikoによる再配信ではローカル番組・CMともに差し替えを行わず、札幌放送局（道央エリア）の番組・CMを放送している。公式サイトで地域別放送を行う特別番組を案内する際は「放送局」の表記を外して地域名のみ（例：旭川・北見エリア）とする他、放送局名を表記せず括弧内のエリア表記とする場合もある。
| 気分上昇ワイド ナルミッツ!!!内のローカル番組 | 気分上昇ワイド ナルミッツ!!!内のローカル番組 | 気分上昇ワイド ナルミッツ!!!内のローカル番組 | 気分上昇ワイド ナルミッツ!!!内のローカル番組 |
| エリア                                       | 番組名                                       | 放送時間                                     | 備考                                         |
| -------------------------------------------- | -------------------------------------------- | -------------------------------------------- | -------------------------------------------- |
| 札幌局                                       | 天気予報                                     | 平日 10:50 - 11:00                           |                                              |
| 旭川局・北見局                               | ろ～かるナビです北・東!                      | 平日 10:50 - 11:00                           |                                              |
| 函館局・室蘭局                               | 道南情報BOX くじらのしっぽ                   | 平日 10:50 - 11:00                           | [ 注 33 ]                                    |
| 帯広局・釧路局                               | 道東ホットインフォメーション                 | 平日 10:50 - 11:00                           |                                              |

| カーナビラジオ午後一番!／グッチーのGood Friday!内のローカル番組 （2019年4月から） | カーナビラジオ午後一番!／グッチーのGood Friday!内のローカル番組 （2019年4月から） | カーナビラジオ午後一番!／グッチーのGood Friday!内のローカル番組 （2019年4月から） | カーナビラジオ午後一番!／グッチーのGood Friday!内のローカル番組 （2019年4月から） |
| エリア                                                                            | 番組名                                                                            | 放送時間                                                                          | 備考                                                                              |
| --------------------------------------------------------------------------------- | --------------------------------------------------------------------------------- | --------------------------------------------------------------------------------- | --------------------------------------------------------------------------------- |
| 札幌局                                                                            | 同一内容でHBCニュース・道路情報・天気予報を放送。                                 | 同一内容でHBCニュース・道路情報・天気予報を放送。                                 | 同一内容でHBCニュース・道路情報・天気予報を放送。                                 |
| 旭川局・北見局                                                                    | 同一内容でHBCニュース・道路情報・天気予報を放送。                                 | 同一内容でHBCニュース・道路情報・天気予報を放送。                                 | 同一内容でHBCニュース・道路情報・天気予報を放送。                                 |
| 函館局・室蘭局                                                                    | 道南街角安全ニュース                                                              | 平日 12:30 - 12:34                                                                | [ 注 34 ]                                                                         |
| 帯広局・釧路局                                                                    | かちまいヘッドラインニュース                                                      | 平日 12:30 - 12:34                                                                | [ 注 35 ]                                                                         |

### 特別番組・期間限定番組
- HBCファイターズナイター・サタデー/サンデーファイターズ
  - 北海道日本ハムファイターズの公式戦140試合以上を実況中継（なお権利の都合上、セ・パ交流戦のヤクルト主催ビジター戦を除く）
  - スポーツ&ミュージックスタジアム「フルカウント!」  （火曜 - 金曜にファイターズ戦を含め、パリーグ/プロ野球全試合が行われない日に限り不定期 17:57 - 21:00）
  - オンリーワン!スペシャル（土曜/日曜にプロ野球全試合が行われない日に限り不定期 13:50 - 17:00〔土曜〕・13:30 - 16:00〔日曜〕）

なお、上記以外にもプロ野球中継が全て編成されない日にファイターズDEナイト!やバンラジNEO タモツガレージなどの通常番組が不定期の3時間スペシャルとして編成される場合がある。
- プロ野球三都物語（東北放送・RKB毎日放送との持ち回り制作で、毎年3月下旬のプロ野球開幕前に放送）
- コンサドーレライブスタジアム（北海道コンサドーレ札幌の一部試合を中継）
- B.LEAGUEライブ（2017/2018シーズンからレバンガ北海道の一部試合を中継）
- ニューイヤー駅伝（TBSラジオ制作 毎年1月1日 9:00 - 14:30）
- 箱根駅伝実況中継[注 36]（文化放送より毎年1月2日・3日にネット）
- HBCラジオ ハウス歩くスキー大会（毎年1月第3日曜 HBCラジオ午前の番組にて大会の模様を一部中継）
- 天皇盃 全国男子駅伝実況中継（中国放送より毎年1月第3日曜 12:15にネット）
- ボートレースラジオ実況中継（文化放送よりSG競走優勝決定戦開催日にネット[注 37]。2019年よりネット中継開始）
- 山野秀子のちいさなパティオ（中国放送制作 毎年正月、新春スペシャルとしてHBCも含め全国ネットで放送）
- 防災特別番組「ラジオでつなぐ! 言葉のバトン」（2023年9月1日〔防災の日〕より毎年9月第1金曜 12:00 - 14:00）
- 輝く!日本レコード大賞（TBSラジオ制作 毎年12月30日 18:30 - 22:00、テレビ〔HBCテレビ含むJNN系列地上波全国28局ネット〕とラジオ〔HBCラジオ含むJRN系列全国17局ネット〕で同時生放送）

## オープニング・クロージング
- 開始時 - 開局当初から2000年3月まで毎日、朝の放送開始・起点時間に、伊福部昭の『ウポポ』の演奏が使用され[41]、その後「こちら（お聴きの放送）は皆様の北海道放送です」「JO△△・北海道放送（またはHBC）〇〇放送局です」（札幌のみ「JOHR」とのみ）がアナウンスされた。
  - 例：札幌放送局は単に「JOHR（2回）」のみ。旭川放送局は「JOHE、こちらは北海道放送旭川放送局です」、函館放送局は「JOHO、HBC函館放送局です」を告知していた。
- その後はヴィヴァルディ『四季』の演奏に続いて、オリジナルのテーマ音楽を流しながら、「こちらはHBCラジオ・北海道放送です。〇〇局・JO△△・××kHzでお送りしています」（記号のところに当該地域の放送局名・コールサイン・周波数が入る）とアナウンスする。道内各放送局別で送出される。
  - 札幌放送局は「こちらはHBC・北海道放送です。札幌局・JOHR・周波数1287kHz、札幌補完局・FM91.5MHzでお送りしています」、旭川・北見放送局は「こちらはHBCラジオ・北海道放送です。旭川局・JOHE・864kHz、網走局・JOQM・1449kHz、北見局・JOQN・801kHz、名寄局・JOTL・1494KHz、留萌局・JOHS・1557KHz、稚内局・JOTS・1368KHz、遠軽局・801KHz、遠別局・864KHzでお送りしています」、函館・室蘭放送局は「こちらはHBCラジオ・北海道放送です。函館局・JOHO・900kHz、室蘭局・JOQF・864KHz、苫小牧局・JOTN・801KHz、江差局・JOFM・1269KHz、北桧山局・JOFN・1098KHzでお送りしています」、帯広・釧路放送局は「こちらはHBCラジオ・北海道放送です。帯広局・JOHW・1269KHz、釧路局・JOQL・1404KHz、根室局・JOQS・801kHzでお送りしています」となっている。
- 終了時 - 開局当初から2000年3月まで、日曜付け終了時（月曜未明）にもコールサインに引き続き『ウポポ』が演奏されていた[41]が、その後は基本的にすべての本局・放送支局・中継局の放送局名・コールサイン（遠軽局・遠別局除く）・周波数をアナウンスしている。その後「ただ今、放送開始まで音楽をお送りしています。なお放送機器工事のためお聴きの地域によっては休止、あるいは中断することがあります。ご了承ください」とアナウンスしている。なお全道放送休止となる場合は周波数アナウンスの前に「これで、今日の放送はすべて終了しました」周波数アナウンス後は「では、放送開始までおやすみなさい」というアナウンスを付け加えている。開始時と異なり札幌から全道に送出。
  - 新社屋移転初日の2020年9月21日未明（9月20日深夜）、旧HBC会館からの最終放送の締め括り、つまり新社屋放送開始前の最後のクロージングとして、同日0時2分から数分間『ウポポ』が特別放送され[41]、1959年の完成から約60年以上に亘り北海道の情報や文化を発信してきた旧HBC会館からの放送に幕を下ろした。
  - 放送支局、中継局単位での休止（道央は札幌放送局AM親局のみと、FM中継のみの時もある）の場合、休止前最後の番組の終了後、その休止対象地域の放送休止アナウンスを生放送で行い、「その他の地域とradikoは通常通り放送」の旨を説明している。まれに、休止前週の同じ時間に告知する場合もある。

## トピッカー

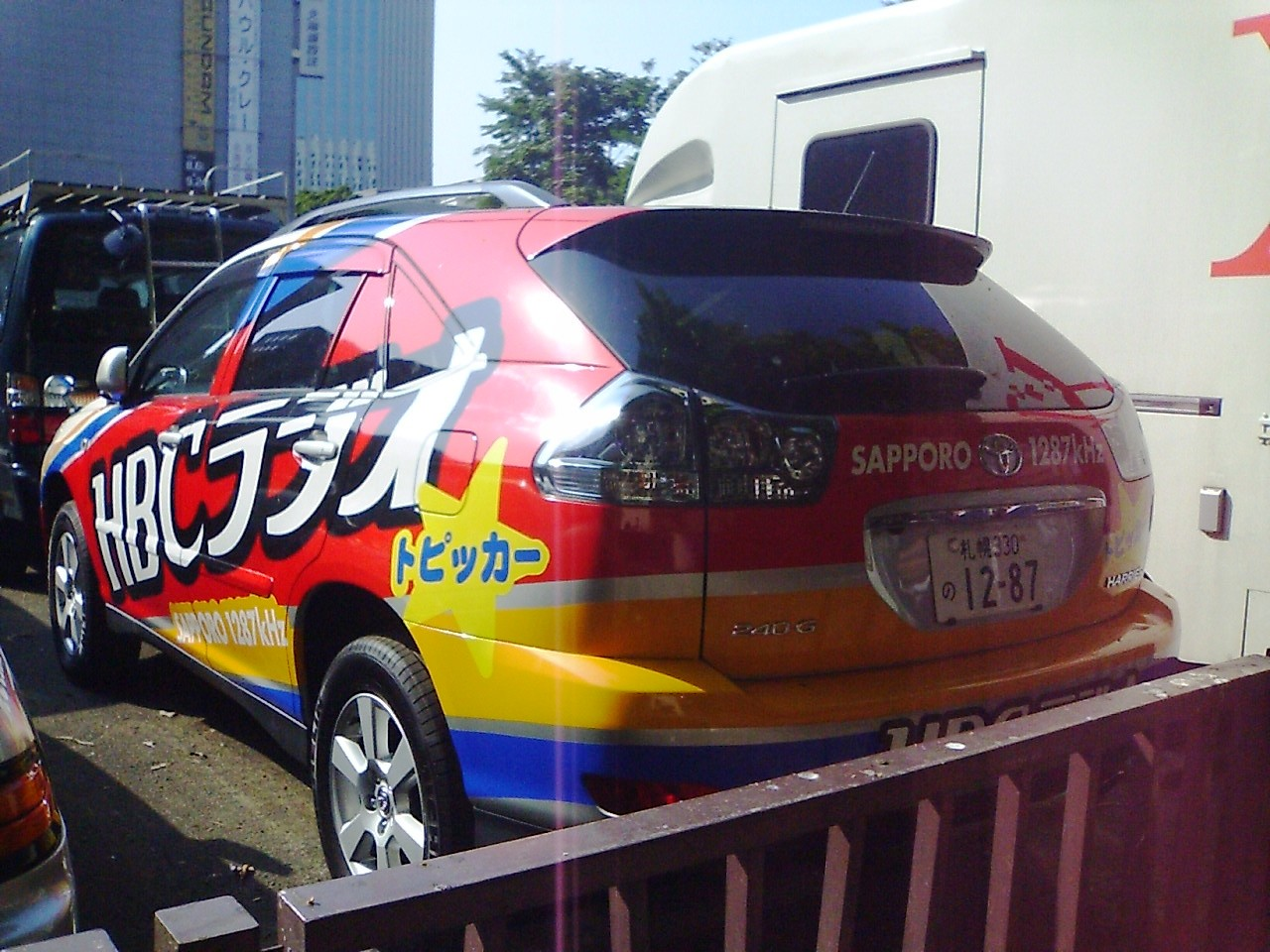
トピッカー（2007年 - 2015年使用車両）

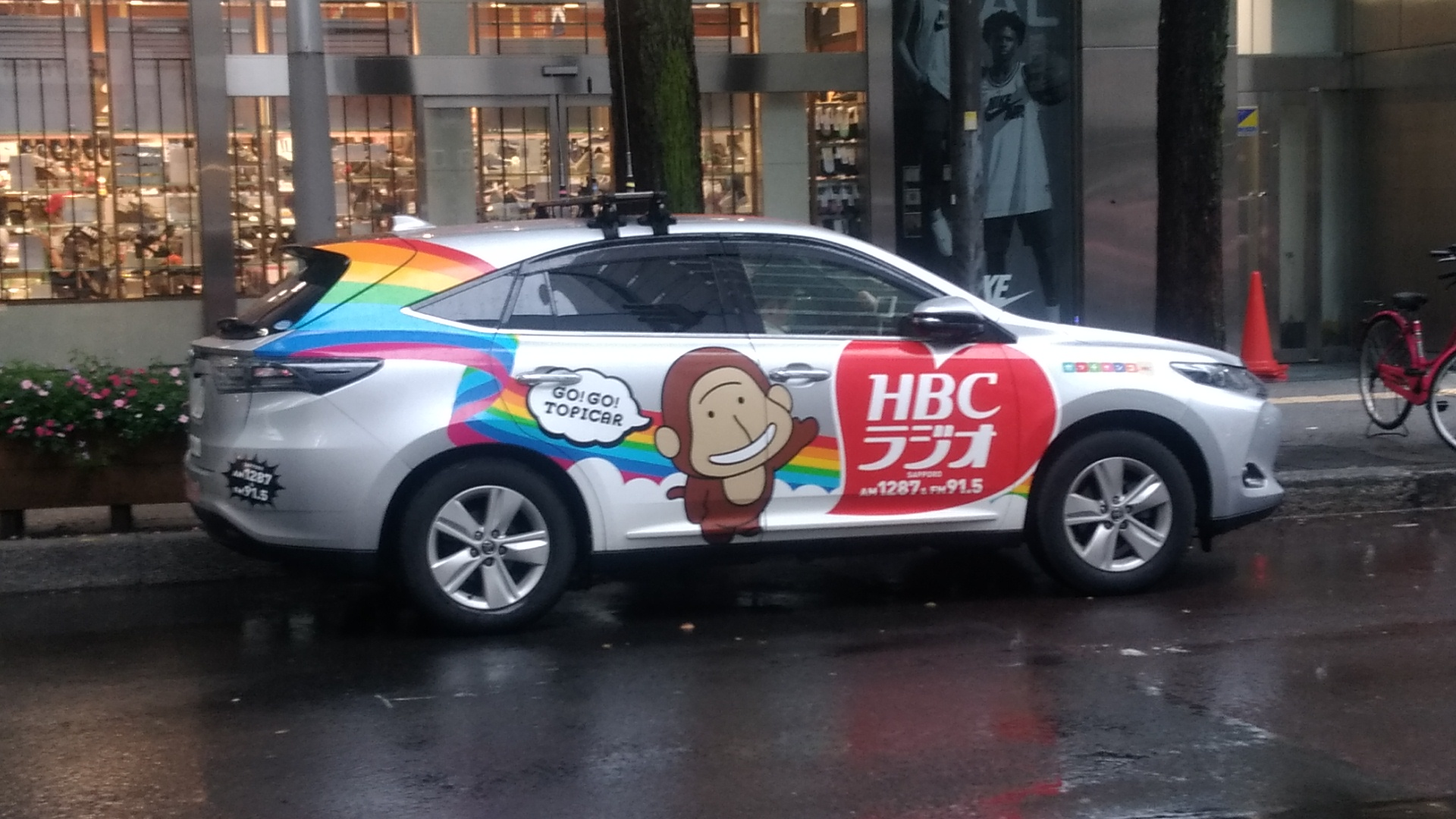
トピッカー（2015年 - 使用車両）

HBCラジオのラジオカーを指す愛称。1976年10月4日から「ハロー号」の愛称でラジオカーを運用し、その後1988年から「トピッカー」の愛称を使用。主に札幌市内を中心とした各所で中継を行っているが、かつては旭川などへ出張して中継を行うこともあった。STVラジオの「ランラン号」と比べキャスタードライバーの人数は1名と少なく、活動も緊急の場合を除き、「気分上昇ワイド ナルミッツ!!!」と「カーナビラジオ午後一番!」（13時台のみ）の番組に限られ、土曜は2014年度から2017年度まではキャスタードライバー1名が隔週交代で該当する時間帯の番組でレポートを行っていた。土曜・日曜の中継は現在（2018年上期以降）行っていない。なお、「カーナビラジオ午後一番!」では2021年3月まで番組リポーターだった大森俊治が乗車してリポートを行う場合もあった。その後2024年9月の高橋咲希の卒業をもってキャスタードライバー制度を廃止、タレントによるレポートに切り替えられる。
車両はかつてトヨタ・コロナ、日産・ブルーバード、三菱・パジェロなどを使用していたが、2000年からは初代トヨタ・ハリアーを、2007年からは2代目トヨタ・ハリアーを、2015年6月からは3代目トヨタ・ハリアーを使用していた。
現在のキャスター
いずれも2024年10月から担当。
- すずらん（月曜・火曜・金曜）
- 讃岐花笑（水曜・木曜）

### 過去のキャスタードライバー
ランラン号のキャスタードライバーは契約終了後もSTVラジオの番組に出演するケースが比較的多くみられるが、トピッカーのキャスタードライバー経験者では2023年現在斉藤こずゑと奥田ゆかが、過去には牛角富士子が目立つ程度で少ない。
- 斉藤こずゑ（現・HBCパーソナリティー）
- 牛角富士子（2005年3月までHBCパーソナリティーとして在籍）
- 北島恵
- 中井美穂子
- 菊池真紀
- 三浦えり子
- 奥谷友佳
- 越前谷玲奈
- 松本京子
- 奥谷友佳[46]
- 奥田ゆか[47]（2008年4月-2012年12月28日。現・HBCパーソナリティー）
- 山口忍[48]（2007年10月 - 2013年3月29日）
- 下坂真沙美[43][49]（2013年4月1日 - 2016年9月23日）
- 中田有香[43][50]（2013年1月3日 - 2018年3月30日）
- 僧都由佳[50]（2016年9月26日 - 2018年3月31日）
- 柳谷杏奈[51]（2018年4月2日 - 2021年3月26日）
- 高橋咲希（2018年4月2日 - 2024年9月27日）